# François Nourissier
François Nourissier (Parigi, 18 maggio 1927 – Parigi, 15 febbraio 2011) è stato uno scrittore francese.
Critico letterario di Le Figaro e di Le Point, presiedette dal 1996 al 2002 l'Académie Goncourt dopo esserne stato segretario generale dal 1983.
Membro dell' École des hussards, nel 2002 ha vinto il Premio mondiale Cino Del Duca.

## Opere
- 1951 : L'Eau Grise
- 1956 : Les Orphelins d'Auteuil, Les Chiens à fouetter
- 1957 : Le Corps de Diane
- 1958 : Bleu comme la nuit
- 1964 : Un petit bourgeois
- 1965 : Une histoire française - Grand Prix du roman de l'Académie française
- 1970 : La crève (Prix Femina)
- 1973 : Allemande
- 1981 : L'Empire des nuages
- 1985 : La Fête des pères
- 1992 : Le Gardien des ruines
- 1997 : Le Bar de l'escadrille
- 2001 : À défaut de génie
- 2003 : Le prince des berlingots
- 2008 : Eau-de-feu